# Ишей
Ише́й (баш. Ишәй) — село в Баймакском районе Башкортостана Российской Федерации. Входит в состав Темясовского сельсовета.

## Географическое положение
Расстояние до:
- районного центра (Баймак): 75 км,
- центра сельсовета (Темясово): 30 км,
- ближайшей железнодорожной станции (Сибай): 130 км.

## Население
| 2002 | 2010 |
| ---- | ---- |
| 363  | ↘326 |

Национальный состав
Согласно переписи 2002 года, преобладающая национальность — башкиры (94 %).